# Alfred Percival Maudslay
Alfred Percival Maudslay (Lower Norwood Lodge, prop de Londres, Anglaterra, 18 de març de 1850 - Hereford, 22 de gener de 1931) va ser un diplomàtic britànic, explorador i arqueòleg durant l'època colonial. Va ser un dels primers europeus que estudià les ruïnes de la civilització maia.
Maudslay nasqué al si d'una família benestant d'enginyers descendents del famós Henry Maudslay. Va ser educat a la Royal Tunbridge Wells i a Harrow School, i estudià després les ciències naturals a Trinity Hall, Cambridge, entre 1868 i 1872, on conegué John Willis Clark, que era aleshores el secretari de la Societat d'Antiguitats de Cambridge.
Després de graduar-se, Maudslay es va apuntar a una escola mèdica però hagué d'abandonar aquesta carrera per culpa d'una bronquitis aguda. Va instal·lar-se després a Trinidad, per a ser el secretari privat del Governador William Cairns, i amb aquest es va traslladar més tard al Queensland. Alguns anys després se n'anà a Fiji per a treballar amb Sir Arthur Gordon, el governador de l'illa, i va ajudar a les campanyes contra les tribus locals rebels. Més endavant va servir com a cònsol britànic a Tonga i a Samoa. Al febrer de 1880, Maudslay va dimitir dels serveis colonials per a perseguir els seus propis interessos, al cap de sis anys a les colònies britàniques del Pacífic. Ell es va retrobar la seua família a Calcuta durant la seua volta al món per a tornar finalment a Gran Bretanya al desembre. Després feu camí cap a Guatemala via Hondures Britànica.
A Guatemala, Maudslay va començar l'obra major arqueològica per la qual se'l recorda més generalment. Va encetar la seva campanya arqueològica a les ruines maies de Quiriguá i Copán on, amb l'ajut de Frank Sarg, va llogar uns obrers per a ajudar a netejar i a explorar el que romania de les estructures i artefactes. Sarg també va fer conèixer a Maudslay les runes de Tikal que s'havien trobat poc temps abans i a més li presentà un guia de gran qualitat Gorgonio Lopez. Maudslay va ser qui va fer la primera descripció del siti de Yaxchilán.
Mentre feia les seves exploracions, Maudslay va experimentar gran part de les tècniques arqueològiques més modernes. Va llogar els serveis de l'expert italià Lorenzo Giuntini i d'alguns tècnics per a elaborar motlles de les escultures, mentre que Gorgonio López feia motlles de paper-maixé. L'artista Annie Hunter va dibuixar les primeres observacions de les motlles abans que les enviessin als museus d'Anglaterra i dels Estats Units. Maudslay també va fer un gran nombre de fotografies detallades - la fotografia de dry plate era aleshores una tècnica nova - i feu còpies de les inscripcions.
Al capdavall, Maudslay va fer un total de sis expedicions als vestigis maia. Després de 13 anys de preparació, va publicar les seues troballes el 1902 en un compendi de cinc volums intitulats Biologia Central-Americana, els quals contenien nombrosos dibuixos i fotografies de gran qualitat de les ruïnes, els comentaris de Maudslay, i un apèndix sobre els calendaris antics a càrrec de Joseph Thompson Goodman.
El 1892 Maudslay es va casar amb l'estatunidenca Anne Cary Morris, la neta del Governador Morris. Per a celebrar la lluna de mel, la parella va salpar cap a Guatemala via Nova York i San Francisco. Un cop arribaren allà, els Maudslays van treballar durant dues setmanes per al Museu Peabody de la Universitat Harvard. Les seves narracions es van publicar el 1899 amb el títol A Glimpse at Guatemala ("Una ullada a Guatemala").
Maudslay també va demanar permís per a fer recerques al Monte Albán a Oaxaca. A desgrat d'obtenir finalment el permís el 1902, ja no podia finançar el projecte amb els seus propis diners. La firma Maudslay, Sons and Field havia fet fallida, la qual cosa va reduir els ingressos dels Maudslays. L'explorador demanà un finançament per part de la Institució Carnegie però no l'aconseguí. Els Maudslays es traslladaren després a San Ángel a la vora de Ciutat de Mèxic on visqueren dos anys.
El 1905, Maudslay començà la traducció de les memòries de Bernal Díaz del Castillo, un soldat de les tropes dels conquistadors que no acabà abans el 1912. El 1907 els Maudslays tornaren definitivament a la Gran Bretanya. Maudslay esdevingué President del Royal Anthropological Institute 1911-12. També va presidir el 18è Congrés Internacional d'Americanistes a Londres el 1912.
Annie Maudslay es va morir el 1926. El 1928, Maudslay es va casar amb una vídua, Alice Purdon. Els anys següents va enllestir les seues memòries, Life in the Pacific Fifty Years Ago ("La vida en el Pacífic fa cinquanta anys").
Alfred Maudslay va morir el gener de 1931 a Hereford, Anglaterra. Fou enterrat a la cripta de la Catedral de Hereford al costat de la seua primera esposa. El material que va recol·lectar es conserva actualment a Harvard i al Museu Britànic.